# كلة سر (مقاطعة فامنين)
كلة سر (بالفارسية: کله سر) هي قرية تقع في قسم مفتح الريفي (مقاطعة فامنين) في إيران. يقدر عدد سكانها بـ 301 نسمة بحسب إحصاء 2016.